# Текамалукан
Текамалукан (исп. Tecamalucan) — посёлок в юго-восточной части Мексики, на территории штата Веракрус. Входит в состав муниципалитета Акульцинго.

## Географическое положение
Текамалукан расположен на западе центральной части штата, на расстоянии приблизительно 88 километров к юго-юго-западу (SSW) от города Халапа-Энрикеса, административного центра штата. Абсолютная высота — 1380 метров над уровнем моря.

## Население
Согласно данным, полученным в ходе проведения официальной переписи 2005 года, в посёлке проживало 1952 человека (882 мужчины и 1070 женщин). Насчитывалось 478 домов. По возрастному диапазону население распределилось следующим образом: 39,4 % — жители младше 18 лет, 52,7 % — между 18 и 59 годами и 8,9 % — в возрасте 60 лет и старше. Уровень грамотности среди жителей старше 15 лет составлял 92,2 %.
По данным переписи 2010 года, численность населения Текамалукана составляла 2277 человек. Динамика численности населения посёлка по годам:
| 2000 | 2005 | 2010 |
| ---- | ---- | ---- |
| 1981 | 1952 | 2277 |